# Ardisia luquillensis
Ardisia luquillensis är en viveväxtart som först beskrevs av Nathaniel Lord Britton, och fick sitt nu gällande namn av Brother Alain. Ardisia luquillensis ingår i släktet Ardisia och familjen viveväxter. Inga underarter finns listade i Catalogue of Life.